# Fernando Betancourt
Fernando Betancourt Serna nació el 4 de octubre de 1947 en Cartago, Valle del Cauca, Colombia.
Es bachiller de la primera promoción del Colegio Liceo Cartago. Abogado de la Universidad Externado de Colombia, licenciado en Derecho por la Universidad Complutense de Madrid y doctor en Derecho (Historia del Derecho Romano) por la Universidad de Navarra, España, ha dedicado su vida al estudio de las legislaciones antiguas del mediterráneo, en especial al Derecho romano, cuya cátedra regenta actualmente en el departamento de ciencias jurídicas básicas de la Universidad Hispalense - Universidad de Sevilla. Anteriormente fue profesor titular de derecho romano en la Facultad de Derecho de la Universidad del País Vasco - San Sebastián.
Actualmente reconocido investigador y tratadista de la materia, discípulo de Álvaro d'Ors. Ha realizado numerosas publicaciones en revistas especializadas de España y otros países de Europa: “Nueva edición crítica de Fragmenta Vaticana” XIV Convegno Internazionale Dell' Accademia Romanistica Constantiniana 2003. Entre sus obras recientes se destacan el libro anónimo de “Interdictis”. Codex Vaticanus Latinus. Universidad de Sevilla 1997. “V Centenario de la Universidad de Sevilla”, “Derecho Privado Romano Clásico Sevilla 1995”, segunda edición 2001.
Como curiosidad, se puede reseñar que es miembro honorífico de la Tuna de Derecho de la Universidad de Sevilla.
Es uno de los maestros más admirados y respetados por los alumnos de la facultad de derecho, actualmente también imparte la Cátedra de Fundamentación Romanística de la Ciencia Jurídica Europea.
Las obras principales de Fernando Betancourt Serna son:
- Derecho romano clásico (2001).
- El libro anónimo "De Interdictis" Codex Vaticanus Latinus Nº5766 (1997).
- La recepción del Derecho romano en Colombia (Saec. XVIII) (2007).
- V Centenario Universidad de Sevilla: Documentos Históricos, 1254-1565 (2005).[2]